# Heart and Soul (AAAの曲)
「Heart and Soul」（ハート アンド ソウル）は、日本の音楽グループAAAの23枚目のシングル。2010年1月27日にavex traxから発売された。

## 概要
- 前作「Hide-away」から約3ヶ月ぶりの発売となる[2]。
- カップリング曲「涙のキズナ」、映画『サヨナライツカ』挿入歌の「TWO ROADS」が収録されている。
- カップリングという形をとるのは20thシングル「旅ダチノウタ」の「Mosaic」と「a piece of my word 」以来、約1年ぶりで4回目である。
- DVD(Type-A)に収録されているMaking映像はアルバム『HEARTFUL』に収録されているMaking映像とは別のものである。
- 「Heart and Soul」の振付けはショーン・エバリストが担当した。

## 収録内容

### CD+DVD A
CD
1. Heart and Soul (4:24)
（作詞：leonn・Rap詞:日高光啓、作曲：齋藤真也）
TBS系「にうすざんす」テーマソング
music.jp TV-CFソング
2. 涙のキズナ (5:44)
（作詞：leonn & BOUNCEBACK、作曲：BOUNCEBACK）
宇野実彩子・伊藤千晃のデュオ・バラードソング。
3. TWO ROADS (4:27)
（作詞・作曲：石田匠）
映画「サヨナライツカ」挿入歌。
日高光啓のソロ曲。
4. Heart and Soul(Instrumental) (4:23)
5. 涙のキズナ(Instrumental) (5:44)

DVD
1. Heart and Soul[Music Clip]
2. Heart and Soul[Making]

### CD+DVD B
CD
1. Heart and Soul
2. 涙のキズナ
3. TWO ROADS
4. Heart and Soul(Instrumental)
5. 涙のキズナ(Instrumental)

DVD
1. Break Down -The Digest of AAA 4th Anniversary LIVE
2. VARIETY MOVIE -AAA極秘クラブ-其ノ四-

### CD ONLY
1. Heart and Soul(4:24)
2. 涙のキズナ(5:44)
3. TWO ROADS(4:26)
4. Heart and Soul (ArmySlick's bavtronic mix)(4:49)
5. Heart and Soul(Instrumental)(4:23)
6. 涙のキズナ(Instrumental)(5:44)